# John Thynne, 3. Baron Carteret
John Thynne, 3. Baron Carteret, PC (* 28. Dezember 1772; † 10. März 1849 in Hawnes Place, Bedfordshire) war ein britischer Adliger und Politiker. Er wurde neunmal als Abgeordneter für das House of Commons gewählt.

## Herkunft
John Thynne entstammte der britischen Familie Thynne. Er war der dritte Sohn von Thomas Thynne, 3. Viscount Weymouth und von Lady Elisabeth Bentinck, einer Tochter von William Bentinck, 2. Duke of Portland. Sein Vater wurde 1789 zum Marquess of Bath erhoben.

## Beginn der politischen Karriere
Thynne studierte von 1792 bis 1794 am St John’s College in Cambridge. Im Mai 1796 wurden er und sein Bruder George als Abgeordnete für Weobley in Herefordshire gewählt. Im November 1796 starb sein Vater, worauf sein ältester Bruder Thomas, der Abgeordneter für Bath war, den Titel Marquess of Bath erbte und aus dem House of Commons ausschied. John Thynne gab daraufhin das Mandat für Weobley wieder auf und wurde als Nachfolger seines Bruders am 8. Dezember 1796 als Abgeordneter für Bath gewählt. Im Gegensatz zu Weobley, dessen Wahlbezirk seit 1754 vollständig von seiner Familie kontrolliert wurde, stand Bath unter dem Einfluss der Regierung Pitt. Neben Sir Richard Pepper Arden wurde Thynne Abgeordneter für Bath und blieb es bis zur Wahlrechtsreform 1832. Arden wurde 1801 Mitglied des House of Lords, worauf bis 1826 John Palmer der zweite Abgeordnete für Bath wurde. Thynne blieb ein unauffälliger Unterstützer der Tory-Regierung, der nie sprach, ehe er musste. 1797 wurde er Major der freiwilligen Kavallerie von Wiltshire, von 1799 bis 1804 hatte er den Posten des Oberstleutnants des freiwilligen Infanterieregiments Hanover Square.

## Inhaber hoher Hofämter
1804 erhielt er unter Pitt das Amt des Vice-Chamberlain of the Household und wurde am 11. Juli 1804 Mitglied des Privy Council. Als er am 20. Juli 1804 als Abgeordneter für Bath wiedergewählt wurde, fehlte er wegen seines Amts, dann wegen Krankheit während der nächsten Sitzungen des House of Commons. Anschließend nahm er sein Mandat wahr, ohne formell vereidigt und eingeführt zu werden, was erst am 12. März 1805 auffiel. Um diesen Fehler abzuhelfen, wurde eilig am 18. März ein Gesetz verabschiedet, das bereits am 22. März vom König unterzeichnet wurde. Am 29. März 1805 wurde Thynne erneut und ordnungsgemäß gewählt, worauf er ab dem 2. April wieder sein Mandat wahrnehmen konnte. Im Mai 1805 wurde er Mitglied des Board of Trade. Ab 1807 unterstützte er die Regierung seines Onkels William Henry Cavendish-Bentinck, 3. Duke of Portland, der bis 1809 Premierminister wurde. Thynne war ein erbitterter Gegner der Katholikenemanzipation. 1812 wurde er stellvertretender Groom of the Stole. Mit dem Tod von Georg III. 1820 verlor er dieses Amt und das des Vice Chamberlain of the Household, dadurch verlor er auch seine Einkünfte, die £ 1.200 im Jahr betragen hatten.

## Weitere politische Laufbahn
Es gelang ihm jedoch, weiter als Kandidat des Treasury für Bath aufgestellt zu werden. Durch den Verlust seiner Ämter verringerte sich jedoch sein Einfluss im House of Commons weiter, so dass er nur in wenige Ausschüssen gewählt wurde. Bei den Abstimmungen blieb er weiter streng konservativ und anti-katholisch. Nachdem die Katholikenemanzipation 1829 beschlossen wurde, wurde Thynnes Haltung immer unpopulärer. Thynne stimmte entschlossen gegen die Wahlrechtsreform und kandidierte nach der Verabschiedung der Reform 1832 nicht erneut.
Nach dem Tod seines Bruders George erbte er am 19. Februar 1838 den Titel Baron Carteret und dessen Besitzungen in Bedfordshire, Cornwall und Somerset, dazu ein Vermögen in Höhe von £ 46.000. Er starb nach kurzer Krankheit auf seinem Landsitz in Bedfordshire.
Thynne hatte am 18. Juni 1801 Mary Anne Master, eine Tochter von Thomas Master aus Cirencester geheiratet. Seine Frau war zeitweise Hofdame am Hof. Die Ehe war kinderlos geblieben. Der Titel Baron Carteret erlosch mit seinem Tod, seine Besitzungen fielen an seinen Neffen John Thynne, der Subdekan von Westminster Abbey war.